# Merlin Olsen
Merlin Jay Olsen (Logan, Utah, 15 de septiembre de 1940 – Duarte, California, 11 de marzo de 2010), más conocido como Merlin Olsen, fue un jugador profesional estadounidense de fútbol americano que se desempeñó en la posición de defensive tackle en la National Football League (NFL). Es miembro del Salón de la Fama del Fútbol Americano Profesional.

## Carrera
Olsen jugó como profesional quince temporadas en Los Angeles Rams (1962-1976), equipo en el que se retiró.

## Reconocimiento
El 7 de agosto de 1982, ingresó como miembro al Salón de la Fama del Fútbol Americano Profesional.